# Vrednikov jetičnik
Vredenikov jetičnik (znanstveno ime Veronica chamaedrys) je zel iz družine trpotčevk.
Vrednikov jetičnik zraste do 40 cm visoko in ima visoko, dvoredno in dlakavo steblo, ki ima na vrhu šop jajčastih in grobo nazobčanih listov. Cvetovi ratline so svetlo modre barve in rastejo v grozdičih v zalistju zgornjih stebelnih listov. Venčni listi so štirje, premer cvetov pa je do 15 mm. Rastlina v Sloveniji cveti od maja do avgusta.
Ta vrsta jetičnika je razširjena po celi Evropi ter po severni in zahodni Aziji. Najpogosteje uspeva na travnikih in na gozdnih obronkih.